# Лукас, Изабель
Изабель Лукас (англ. Isabel Lucas; род. 29 января 1985, Мельбурн) — австралийская актриса.

## Биография
Изабель Лукас родилась 29 января 1985 года в городе Мельбурн, штат Виктория, Австралия. Её отец — австралиец, а мать — швейцарка. В 6 лет Изабель вместе с семьёй на год переехала в Швейцарию. После возвращения в Австралию, она вместе с сестрой оканчивает среднюю школу Абиру, в которой помимо европейцев учились и дети аборигенов. Затем Изабель изучает драматическое искусство в Викторианском колледже искусств и Технологическом университет Квинсленда. В 2008 году она переехала в Лос-Анджелес.
Дебютировала в кино в 2003 году, снявшись в австралийском телесериале «Домой и в путь». Известность получила благодаря участию в фильмах «Трансформеры: Месть падших» и «Воины света». Также снималась в музыкальном клипе британского певца Эда Ширана на песню «Give Me Love».

### Политическая активность
В 2020 году, после выступлений Изабель Лукас против планов принудительной вакцинации, была уволена с поста «Посол доброй воли» организации «Plan International» (доход 633,8 млн евро за 2012).
«Австралийскую актрису Изабель Лукас отстранили от должности амбассадора … после того, как она сообщила, что „не доверяет вакцинации“».

## Номинации и награды[10]
- 2004 — премия «Logie Awards» в категории «Самый популярный новый женский талант» («Домой и в путь»).
- 2009 — премия «Scream» в категории «Лучшая актриса» («Трансформеры: Месть падших»).
- 2010 — номинация на премию «MTV Movie Awards» в категории «Лучший момент» («Трансформеры: Месть падших»).
- 2011 — премия «Молодой Голливуд» в категории «Актриса завтрашнего дня».

## Фильмография
| Год       |     | Русское название           | Оригинальное название               | Роль                       |
| --------- | --- | -------------------------- | ----------------------------------- | -------------------------- |
| 2003—2006 | с   | Домой и в путь             | Home and Away                       | Таша Эндрюс (256 эпизодов) |
| 2009      | ф   | Трансформеры: Месть падших | Transformers: Revenge of the Fallen | Элис                       |
| 2009      | ф   | Воины света                | Daybreakers                         | Элисон Бромли              |
| 2009      | ф   | Город ожидания             | The Waiting City                    | Скарлетт                   |
| 2009      | ф   | Бухта                      | The Cove                            | камео                      |
| 2010      | с   | Тихий океан                | The Pacific                         | Гвен (1 эпизод)            |
| 2010      | ф   | Свадебная вечеринка        | The Wedding Party                   | Анна Петрова               |
| 2011      | ф   | В ритме сердца             | A Heartbeat Away                    | Мэнди Риддик               |
| 2011      | ф   | Война богов: Бессмертные   | Immortals                           | Афина                      |
| 2012      | ф   | Неуловимые                 | Red Dawn                            | Эрика Мэйсон               |
| 2014      | ф   | Джентльмен грабитель       | Electric Slide                      | Паулина                    |
| 2014      | ф   | Лофт                       | The Loft                            | Сара Дикинс                |
| 2014      | ф   | Искатель воды              | The Water Diviner                   | Наталья                    |
| 2014      | кор | Энграмма                   | Engram                              | девушка                    |
| 2015      | ф   | Рыцарь кубков              | Knight of Cups                      | Изабель                    |
| 2015      | ф   | Осторожнее с желаниями     | Careful What You Wish For           | Елена Харпер               |
| 2016      | ф   | 11                         | The 11th                            | Сисси                      |
| 2016      | ф   | Дитя Осириса               | The Osiris Child                    | Джип                       |
| 2016      | ф   | Это не я                   | That's Not Me                       | Зои Купер                  |
| 2017      | с   | Изумрудный город           | Emerald City                        | Анна                       |
| 2017—2018 | с   | Новый агент Макгайвер      | MacGyver                            | Саманта Кейдж              |